# Parlamentsgebäude von Ontario

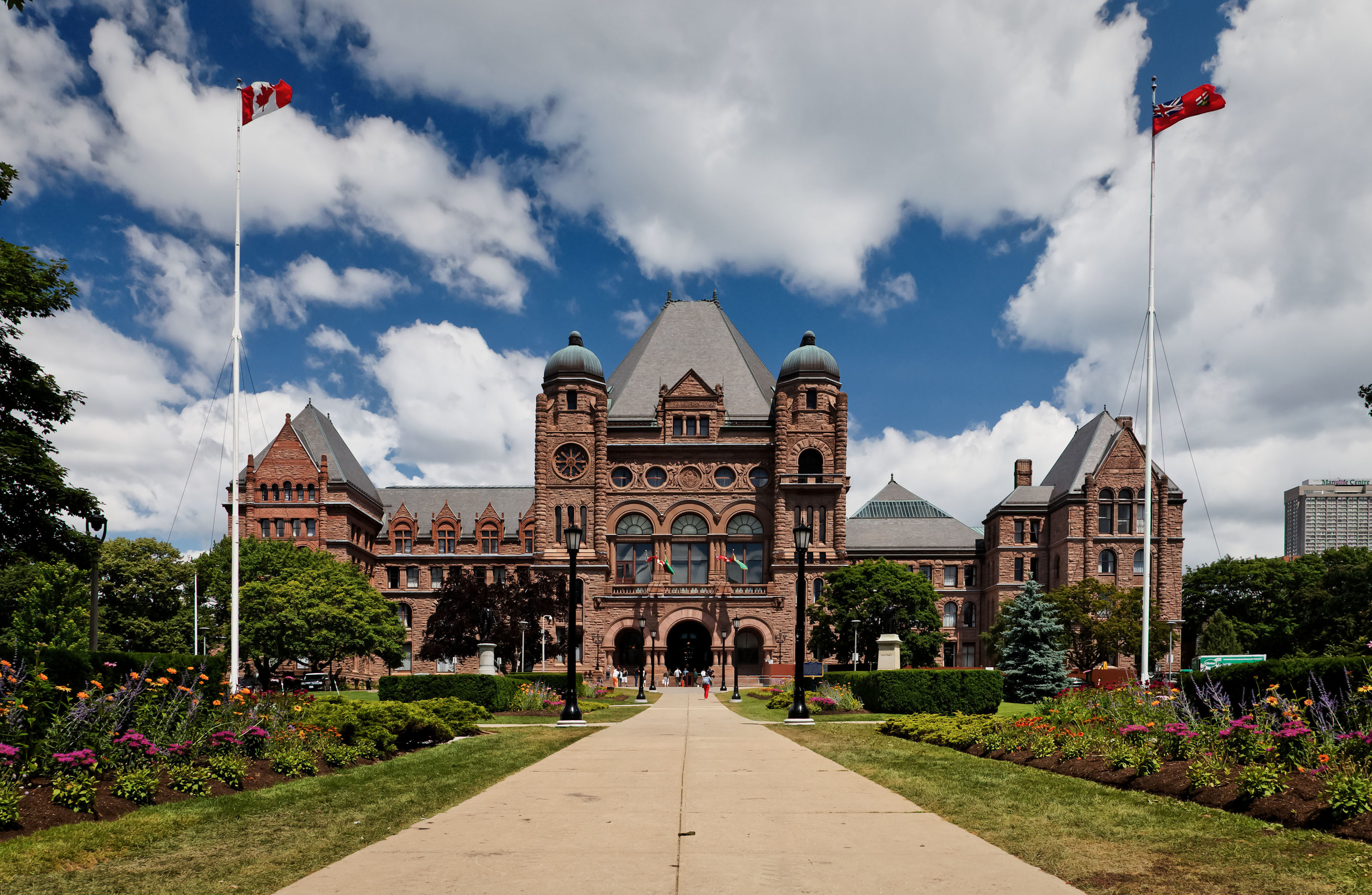
Das Parlamentsgebäude in der Mitte des Queen’s Park

Das Parlamentsgebäude von Ontario (engl. Ontario Legislative Building, frz. Édifice de l'Assemblée législative de l'Ontario) ist ein Gebäude in der kanadischen Stadt Toronto. Es dient als Sitz der Legislativversammlung von Ontario und des Vizegouverneurs der Provinz Ontario. Das Gebäude im neuromanischen Stil wurde 1893 vollendet. Es befindet sich im Queen’s Park, das sich im Besitz der University of Toronto befindet, aber 1859 für die Dauer von 999 Jahren an die Provinzregierung zu einem symbolischen Preis von einem Dollar jährlich verpachtet wurde. Wegen des rosa Farbtons des zum Bau verwendeten Sandsteins wird das Parlamentsgebäude auch als „Pink Palace“ bezeichnet.

## Architektur

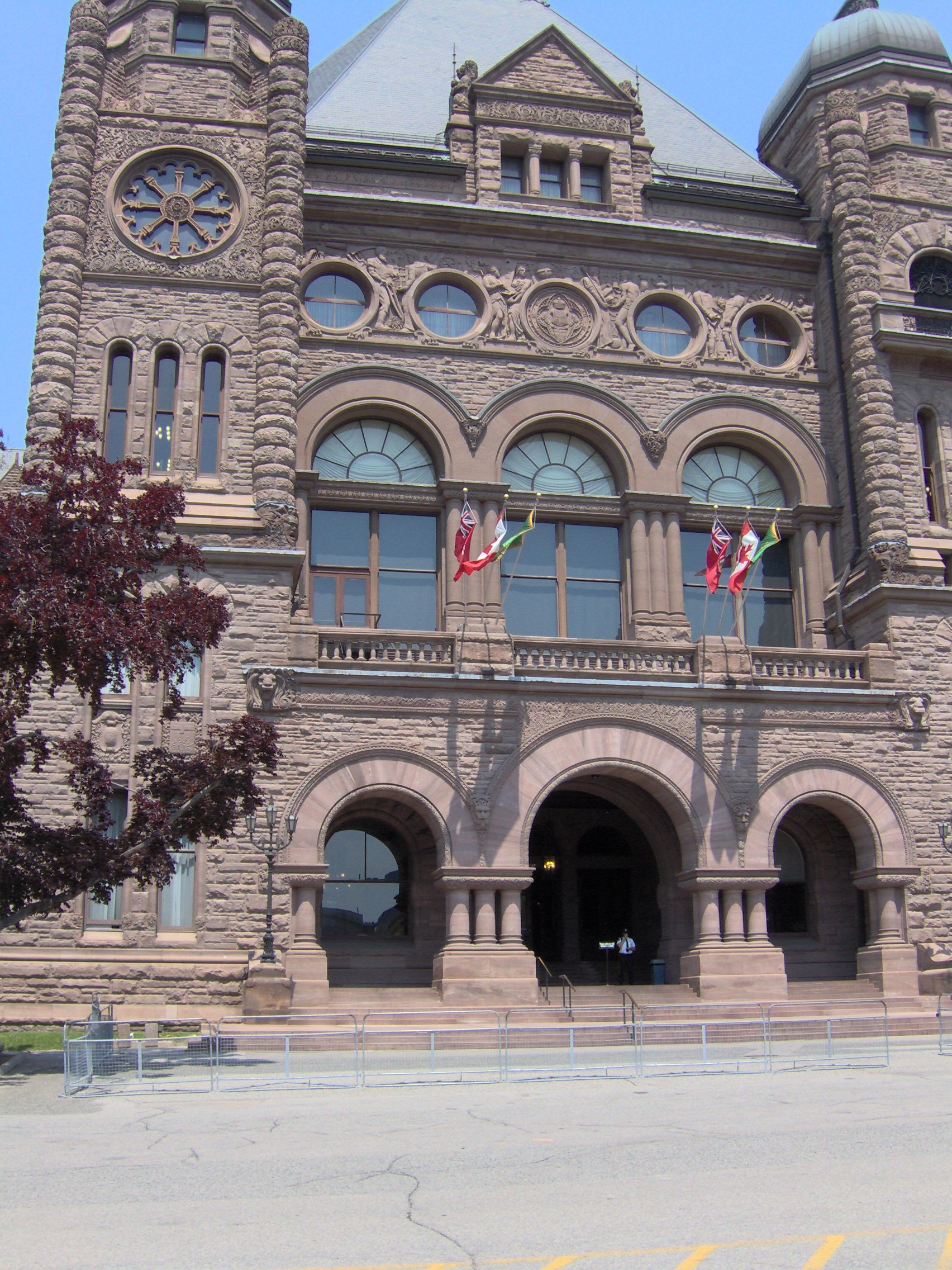
Südeingang

Das vom englischen Architekten Richard A. Waite entworfene Gebäude ist ein asymmetrisches fünfstöckiges Bauwerk im neuromanischen Stil, dessen Last von einem Stahlskelett getragen wird. Innen und außen ist es wann immer möglich mit kanadischen Baumaterialien ausgekleidet. Die 10,5 Millionen Ziegel wurden von Insassen des Zentralgefängnisses hergestellt und der Sandstein – mit einem rosa Farbton, der dem Gebäude den umgangssprachlichen Name Pink Palace einbrachte – stammt aus dem Tal des Credit River und aus Orangeville in der Provinz Ontario. Er blieb an der Fassade weitgehend naturbelassen, wurde jedoch rund um die Fenster und anderen Ecken geglättet. Das Gebäude besitzt auch eine Vielzahl von Verzierungen, darunter Wasserspeier, Grotesken und Friese. Die Fenster sind ungewöhnlich groß, was auf die Stahlskelettstruktur zurückzuführen ist.
Die Hauptfassade ist südwärts gerichtet, wobei die Symmetrieachse des Gebäudes mit dem Verlauf der University Avenue übereinstimmt und somit einen visuellen Abschluss dieser Hauptverkehrsachse bildet. Der Ratssaal im Zentrum des Gebäudes wird von dieser Achse in zwei Hälften geteilt; drei große Bogenfenster über dem Portikus lassen das Tageslicht einfallen. Zwei Kuppeltürme flankieren diesen Block; der westliche sollte eine Uhr erhalten, wurde aber stattdessen mit einer Rosette ausgestattet, da für die Uhr nicht genügend Finanzmittel zur Verfügung standen. Die Asymmetrie der Südfront war ursprünglich weniger stark ausgeprägt als heute: Der Westflügel sollte drei Stockwerke hoch sein und ein pyramidenförmiges Dach erhalten, wie der Ostflügel heute. Nach dem Brand von 1909 wurde der Westflügel repariert und um ein viertes Stockwerk ergänzt, das im langgezogenen Giebel Dachgauben aufweist. Am Ende der Ost-West-Achse sind beide Flügel rechtwinklig abgeknickt und bilden dadurch einen von drei Seiten umschlossenen Innenhof. In diesem Hof befindet sich ein freistehender, viereckiger Bau mit vier Stockwerken.

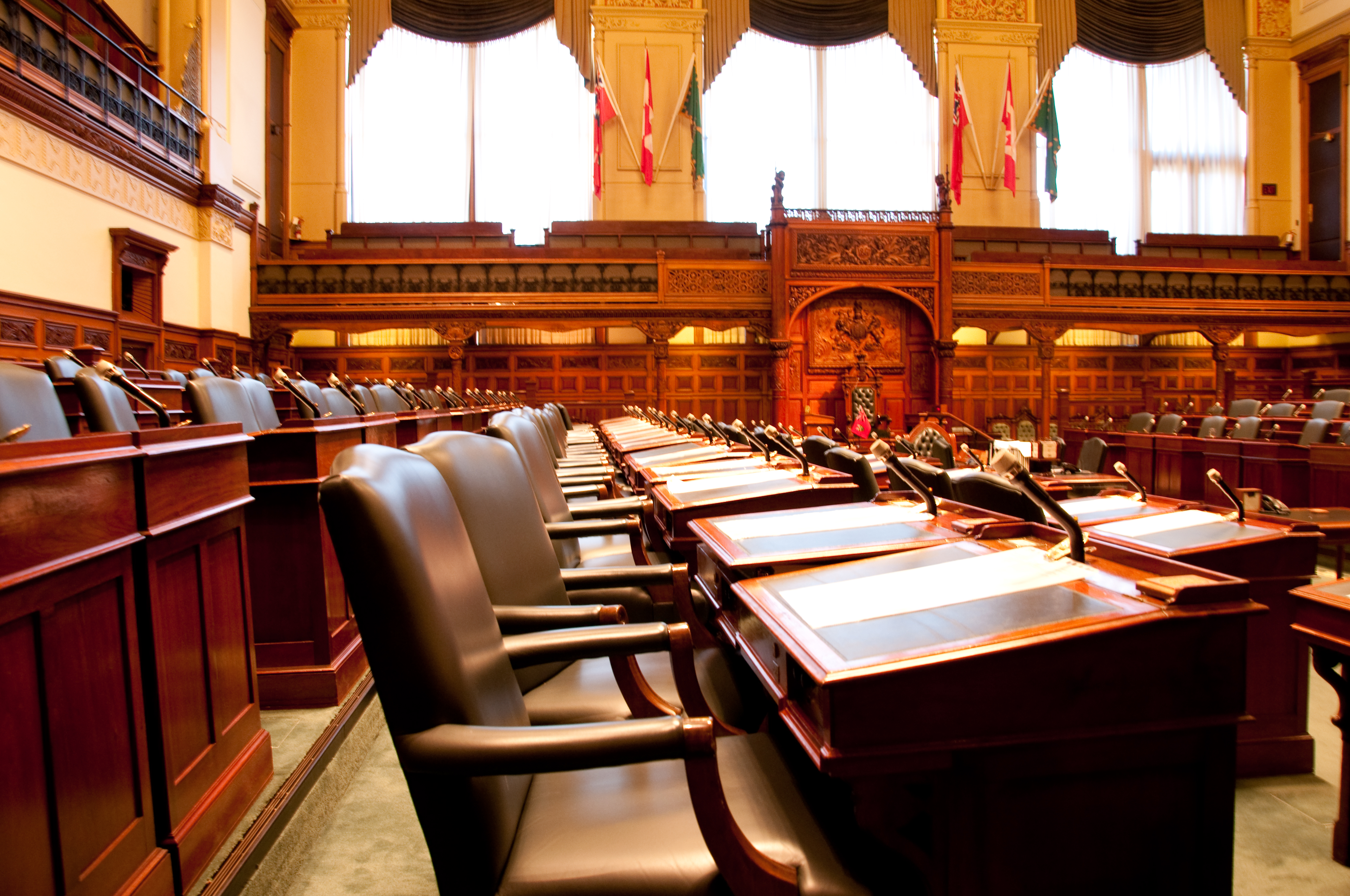
Blick in den Ratssaal

Im Innern verläuft eine zentrale Halle vom Haupteingang im Süden zu einem großen Treppenhaus direkt gegenüber. Von der mittleren Ebene aus kann die Parlamentsbibliothek im Gebäude im Innenhof erreicht werden. Auf der oberen Ebene des Treppenhauses befindet sich die Lobby des Ratssaales, dessen Tür zentral auf die Südwand ausgerichtet ist. Von hier aus erstrecken sich breite Korridore nach Osten und Westen, beide unterbrochen von einem ornamental verzierten Lichtschacht. Der Ostflügel entspricht mit der dunklen Holztäfelung dem viktorianischen Architekturstil. Der Westflügel entspricht mit den marmorverkleideten Wänden eher dem Neoklassizismus.
An der nordwestlichen Ecke des Gebäudes befindet sich das vizekönigliche Appartement des Vizegouverneurs von Ontario, seitdem die Provinzregierung 1937 das Government House an die Bundesregierung verkaufte. Dieser Bereich diente zuvor als Speisesaal des Kabinetts und Wohnung des Speakers. Das Appartement des Vizegouverneurs umfasst derzeit zwei Stockwerke und besitzt ein Tor für formelle Empfänge. Vor diesem befindet sich ein Rosengarten, der 1977 zu Ehren des silbernen Thronjubiläums von Elisabeth II. von der Monarchistischen Liga Kanadas gestiftet wurde. Im Innern befinden sich – um eine zentrale Halle gruppiert – Empfangsräume, ein Speisesaal für Galadiners, Büroraume und Diensträume. Die Möbel und Kerzenleuchter wurden vom ehemaligen Government House übernommen, die Gemälde stammen aus der Sammlung der Provinz und aus der Stadtbibliothek von Toronto. Das Musikzimmer ist der größte Raum im vizeköniglichen Appartement und ist Veranstaltungsort für diverse Zeremonien.

## Geschichte

### Vorgängerbauten
Das heutige Parlamentsgebäude von Ontario ist das siebte Bauwerk, das diesem Zweck dient. Das erste war die Navy Hall in Newark (heute Niagara-on-the-Lake), wo am 17. September 1792 die erste Sitzung des Abgeordnetenhauses von Oberkanada stattfand. Zwei Jahre später begannen in York (heute Toronto) die Bauarbeiten an einem neuen Parlamentsgebäude, da Vizegouverneur John Graves Simcoe die Lage der Provinzhauptstadt unmittelbar an der Grenze zu den USA für zu unsicher hielt. Nach den Ereignissen der Amerikanischen Revolution waren die Beziehungen zwischen den USA und Großbritannien feindselig. Im Juni 1797 war das hölzerne, als Palace of Parliament bezeichnete Bauwerk an der Kreuzung von Front Street und Parliament Street fertiggestellt und das Parlament hielt dort seine erste Sitzung ab.
Der Umzug nach York garantierte jedoch nicht den Schutz der Hauptstadt. Der Palace of Parliament brannte am 27. April 1813 nieder, als amerikanische Truppen während des Britisch-Amerikanischen Kriegs die Stadt überfielen. Das Parlament hielt daraufhin eine Session im Ballsaal des York Hotel (zwischen King Street und Front Street) ab. Danach versammelte es sich bis 1820 regelmäßig im Haus des Obersten Richters William Henry Draper, das sich an der Kreuzung von Wellington Street und York Street befand. Das neue Parlamentsgebäude, am selben Standort wie der Vorgängerbau errichtet, fiel nach nur vierjähriger Nutzung am 30. Dezember 1824 einem Brand zum Opfer, nachdem ein überhitzter Rauchfang einen Funken ausgelöst hatte.

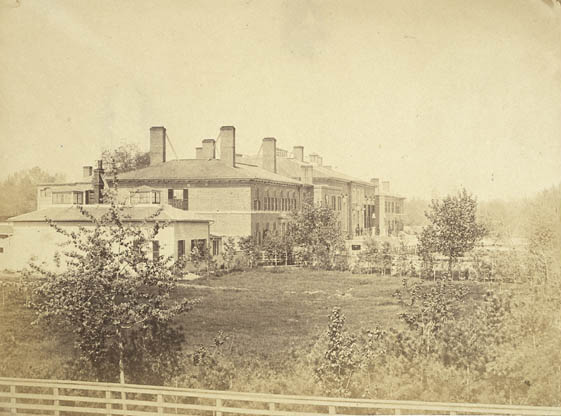
Das dritte Parlamentsgebäude von Ontario an der Ecke Front Street / Parliament Street (1856)

Von 1825 bis 1829 tagte das Parlament im neu erbauten York General Hospital. Da dies jedoch die Inbetriebnahme des Krankenhauses unnötig verzögerte, zog das Parlament in das alte Gerichtsgebäude an der King Street um. 1832 wurde ein neues Parlamentsgebäude an der Ecke Front Street / Simcoe Street eröffnet. Es war bis 1840 in Betrieb, als Oberkanada mit Niederkanada zur Provinz Kanada vereinigt wurde und der damalige Generalgouverneur Lord Sydenham die Hauptstadt nach Kingston verlegte. Dort hielt das Parlament seine Sitzungen im Gebäude des allgemeinen Krankenhauses ab.
In den folgenden Jahren wechselte die Hauptstadt der Provinz Kanada mehrmals: Von 1843 bis 1849 war es Montréal, bis 1852 Toronto, bis 1856 Québec, bis 1858 wiederum Toronto, ab 1859 Québec und schließlich ab 1866 Ottawa.

### Heutiges Gebäude

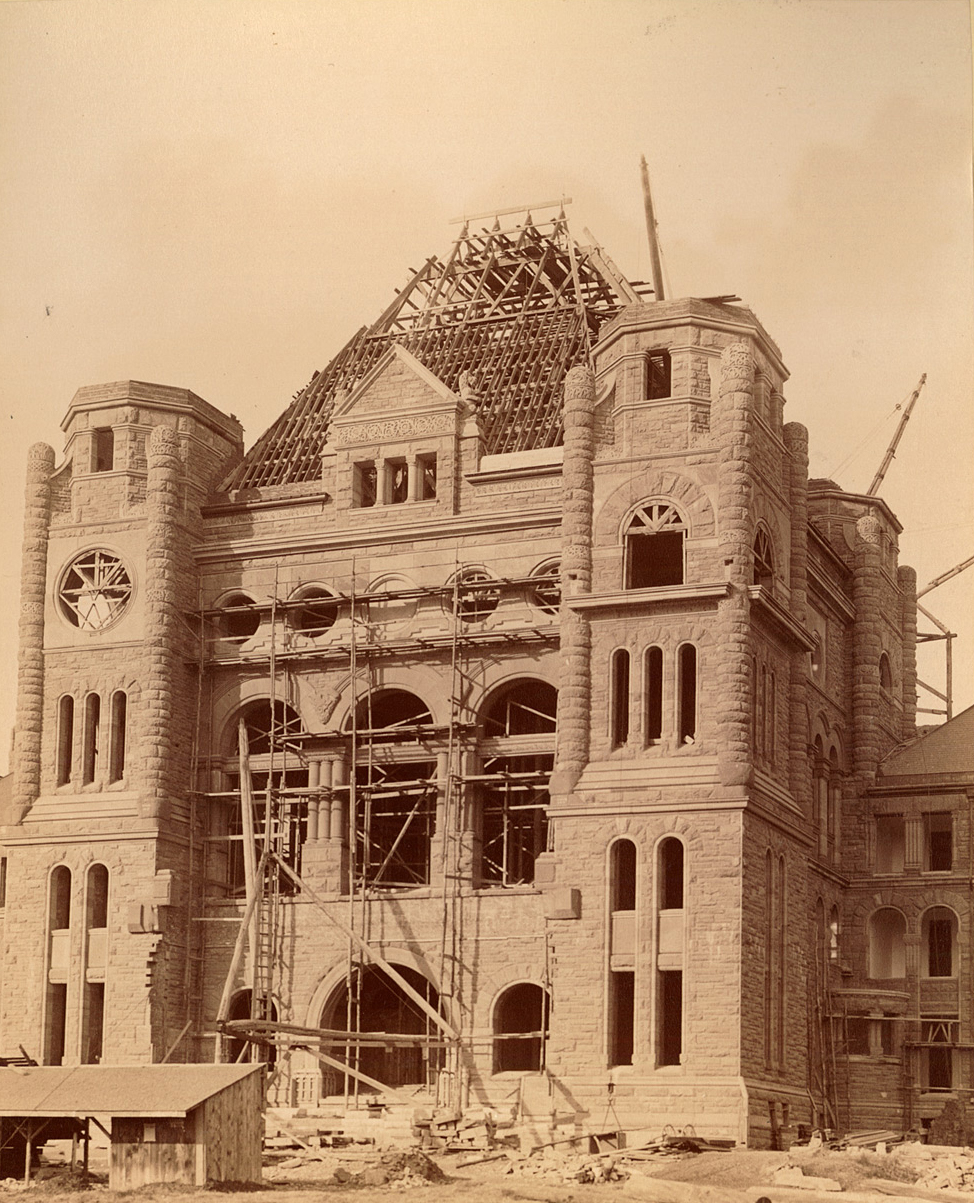
Bauarbeiten am heutigen Parlamentsgebäude, 1891

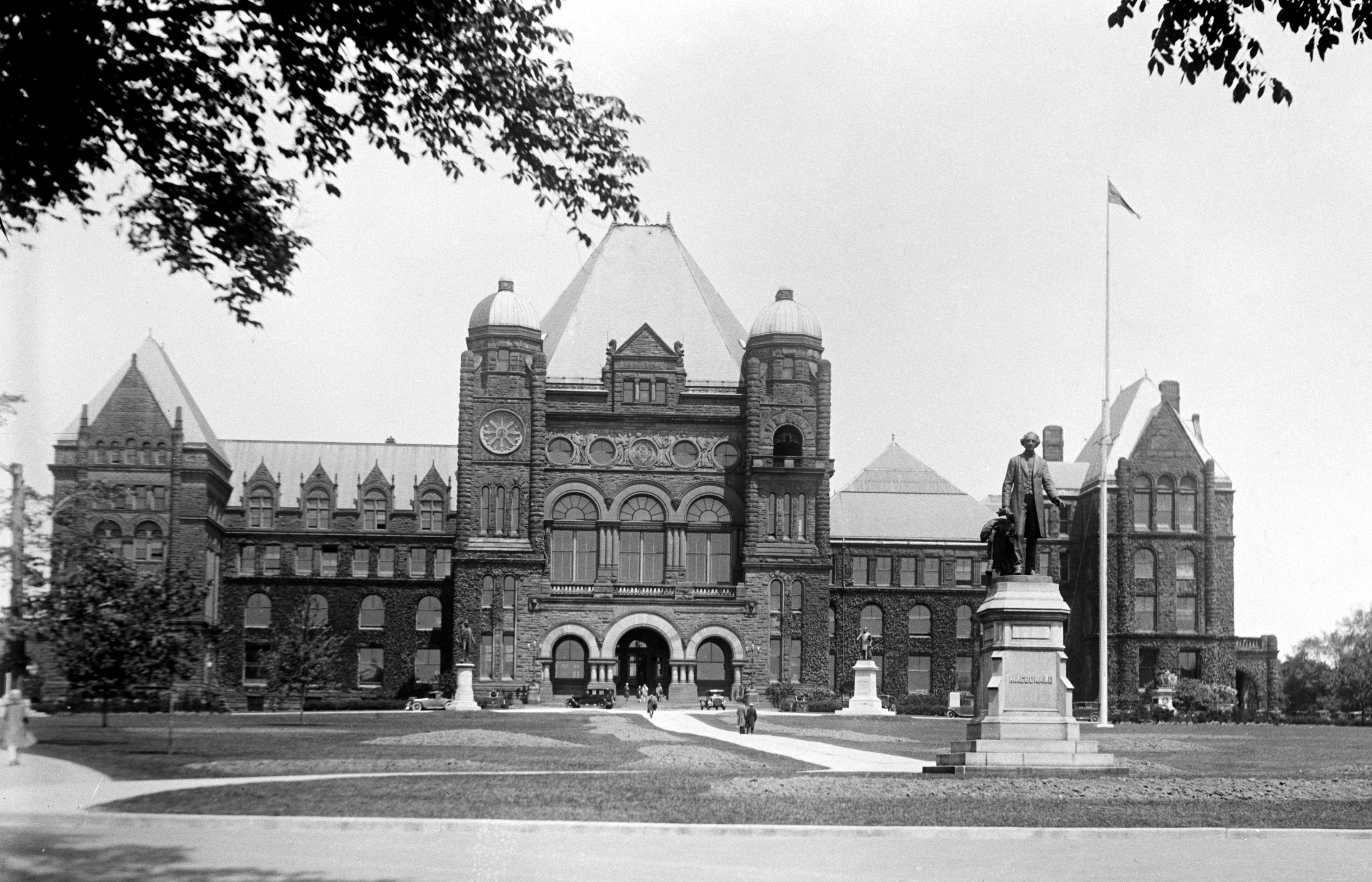
Ansicht der Südfassade nach 1909, mit dem zusätzlichen vierten Stockwerk im Westflügel

Am 1. Juli 1867 trat die Provinz Kanada der neuen kanadischen Konföderation bei und teilte sich am selben Tag in die heutigen Provinzen Ontario und Québec auf. Als Hauptstadt von Ontario wurde Toronto bestimmt und das Provinzparlament zog in das Gebäude an der Front Street zurück, das bereits vom Parlament der Provinz Kanada verwendet worden war. Zwei Brände in den Jahren 1861 und 1862 hatten es beschädigt, weshalb Reparaturen vorgenommen werden mussten.
1880 schrieb die Provinz einen Architektenwettbewerb für ein neues Parlamentsgebäude aus, das im Queen’s Park errichtet werden sollte. Doch alle eingereichten Entwürfe überschritten die Kostenobergrenze von 500.000 Dollar. Die Legislativversammlung beschloss 1885 die Erhöhung des Baubudgets auf 750.000 Dollar und sprach sich für den Entwurf des in New York lebenden englischen Architekten Richard A. White aus. Die Bauarbeiten begannen 1886 und die offizielle Eröffnung erfolgte am 4. April 1893 durch Vizegouverneur George Airey Kirkpatrick (obwohl das Gebäude noch nicht ganz fertiggestellt war). Die Baukosten beliefen sich schließlich auf rund 1,25 Millionen Dollar. Einige kritisierten das Bauwerk als „zu amerikanisch“.
Das alte Parlamentsgebäude an der Front Street stand einige Jahre leer und wurde zwischen 1900 und 1903 abgebrochen. Die Provinzregierung verkaufte das Gelände an die Grand Trunk Railway, die darauf ein Frachtlager und einen Rangierbahnhof errichtete. Die Canadian National Railway nutzte das Gelände bis in die 1970er Jahre. Heute stehen dort das Canadian Broadcasting Centre, ein öffentlich zugänglicher Platz und mehrere Hochhäuser.
Die stetig zunehmende Bevölkerungszahl der Provinz erforderte die Erweiterung des Parlamentsgebäudes. 1909 wurde an der Nordseite ein Flügel angebaut, der den Innenhof umschloss. Während der Bauarbeiten brach am 1. September ein Brand aus. Arbeiter hatten beim Verzinken des Daches aus Versehen Funken entfacht, die daraufhin übersprangen und das Innere dieses Gebäudeteils zerstörten. Die Reparaturen und der Neuaufbau dauerten bis 1912. Weitere Erweiterungen der parlamentarischen Infrastruktur wurden von da an auf der Ostseite des Queen’s Park Crescent vorgenommen. In den folgenden Jahrzehnten entstanden insgesamt fünf Hochhäuser für die Provinzverwaltung (Whitney Block 1925, Macdonald Block und Hepburn Block 1968, Mowat Block und Hearst Block 1969).
Das Gelände des ersten und zweiten Parlamentsgebäudes an der Ecke Front Street / Parliament Street blieb bis 1838 ungenutzt. Danach standen dort ein Gefängnis, ein Gaswerk und verschiedene kleine Fabriken der Automobilbranche. Heute befindet sich dort ein Parkplatz neben einem Autohaus. Seit Beginn des 21. Jahrhunderts werden dort archäologische Untersuchungen durchgeführt und es gibt Bestrebungen, die dabei entdeckten Überreste zu erhalten.